# راغدة شلهوب
راغدة شلهوب (14 مايو 1976-) إعلامية لبنانية.

## حياتها الخاصة
ولدت في بيروت، خريجة كلية الإعلام والتوثيق في الجامعة اللبنانية، تزوجت عام 2008 من رجل لبناني اسمه إيلي بعد قصة حب، رزقت منه بطفلتها الأولى ناي عام 2009

## مشوارها المهني
دخولها مجال الإعلام كان بالصدفة، عندما كانت في أول سنة دراسة لمادة «الصحافة ووكالة أنباء» في كلية الإعلام والتوثيق، عندما أعلمتها صديقتها عن حاجة إحدى القنوات اللبنانية لمذيعة ربط فقرات، فتقدمت بطلب للوظيفة وحصلت عليها من دون أي تخطيط مسبق. وكانت هذه أول خطوة في عالم الإعلام.
أول برنامج قدمته كان تحت اسم «سواريه» وكان عبارة عن برنامج حواري ولقاءات مختلفة، وكان يعرض على شاشة «سي في إن» اللبنانية، من إعداد مريم شقير أبو جودة، وأنطوان غندور
خاضت تجربة التمثيل في الفوازير الرمضانية مع ميلاد الياس رزق لمقتصر دورها على تقديم البرنامج فقط، إنما انخرطت في إعداد البرامج 
عملت في عدد من الإذاعات بشكل متقطّع ومنها في تلفزيون لبنان لفترات خجولة كما كان لها تجارب في الإعلام المكتوب.
عام 2000 اختيرت لتقدم برنامج عيون بيروت على شبكة أوربت الإعلامية مع عدة زميلات اسمتر البرنامج قرابة 15 عاما إضافة لعدة برامج أخرى 
عام 2002 باشرت العمل مع اذاعة «سوا» الأميركية - العربية التي تبثّ من واشنطن، كمعدّة ومقدمة للأخبار الفنية اللبنانية من بيروت
عام 2012 شاركت في تقديم برنامج «أغاني عمري» بشكل منفرد عبر شاشة «المؤسسة اللبنانية للإرسال ال بي سي» وكان من المقرّر أن تقدّم بقية الحلقات بمفردها.
أثناء تقديمها برنامج «عيون بيروت» على قناة «أوربت»، تلقت اتصالا من القائمين على قناة الحياة عرضوا علي فيه مقابلة الفنان المصري محمد حماقي عبر شاشتهم، وكان صدى المقابلة جيدا، بعدها تلقت عرضا رسميا من المحطة لتقديم برنامج اجتماعي.
انتقلت راغدة من بيروت إلى القاهرة للعمل معهم أول برنامج قدمته كان كلام بسرك في أكتوبر 2014 بعدها قدمت برنامجا آخر حاورت فيه كبار النجوم بعنوان 100 سؤال تميز بأسلوب جريء وحاد
سجلت العديد من الإعلانات والتقارير بصوتها القريب من أذن المستمع، إذ يطالعهم مثلاً عند الاتصال بخدمة «أوجيرو»
في أكتوبر 2016 في برنامجها الجديد «فحص شامل» والذي عرض عبر قناة الحياة المصرية حيث إستضافت راغدة الممثل السوري جمال سليمان في أولى حلقاته 
في مارس 2019 قدمت برنامج «قطعوا الرجالة» عبر قناتي «القاهرة والناس» و«النهار»، لكنه صدر قرار إيقاف البرنامج لأن الحلقة الاخيرة تضمنت تهديداً واضحاً للثقافة الاجتماعية والدينية الراسخة في المجتمع المصري بشأن تكوين الأسرة 
في مايو 2023 عادت لتقديم البرامج عبر القنوات اللبنانية وذلك من خلال قناة الجديد ببرنامج "اعترافات زوجيةوفي أكتوبر 2023 انتقلت لتقدم برنامج "زمن" على شاشة المؤسسة اللبنانية للإرسال بالتزامن مع تلفزيون دبي

## تجربتها في التمثيل
- أول تجربة لها كانت في المسلسل اللبناني حلو الغرام  مع الممثل كارلوس عازار عام 2013 لم تكررها بعد ذلك [15]

## البرامج التي قدمتها
| البرنامج                            | عرض على            |
| ----------------------------------- | ------------------ |
| سواريه                              | سي في إن اللبنانية |
| عشرة على عشرة                       | سي في إن اللبنانية |
| بيخلق من الشبه الأربعين             | سي في إن اللبنانية |
| استديو أوربت                        | قناة الثانية       |
| جار القمر                           | قناة الثانية       |
| محليات                              | قناة الثانية       |
| خيمة رمضان                          | قناة الثانية       |
| مهرجانات شبكة أوربت للأغنية العربية | قناة الثانية       |
| عيون بيروت                          | قناة اليوم         |
| ستارز بالصف                         | أو تي في           |
| أغاني عمري حلقة الفنانة يارا        | ال بي سي           |
| حماقي والحياة                       | قناة الحياة        |
| كلام بسرك                           | قناة الحياة        |
| 100 سؤال                            | قناة الحياة        |
| فحص شامل                            | قناة الحياة        |
| قطعوا الرجالة                       | قناة الحياة        |
| تحيا الست                           | قناة النهار        |
| نص الكلام                           | قناة النهار        |
| سابع سما                            | قناة النهار        |
| اعترافات زوجية                      | قناة الجديد        |

## وصلات خارجية
- راغدة شلهوب على موقع IMDb (الإنجليزية)
- راغدة شلهوب على موقع قاعدة بيانات الأفلام العربية